# إيفان جول
إيفان جول Yvan Goll (ولد في 29 مارس 1891 في سان ديه ويطلق عليها الألمان سانكت ديدل - ومات في 27 فبراير 1950 في باريس) هو شاعر ألماني فرنسي وهو زوج الأديبة والصحفية الألمانية الفرنسية كلير جول Claire Goll.

## حياته
يكتب اسمه Yvan أو Ivan أو Iwan واسمه الأصلي إسحاق لانج Isaac Lang.
ولد إيفان جول في عام 1891 في مدينة سانكت ديدل التي كانت مدينة فرنسية حتى عام 1871، ثم أصبحت جزءا من الإمبراطورية الألمانية. إلا أن سكانها ظلوا يشعرون بانتمائهم إلى فرنسا. درس إيفان في جامعة شتراسبورج علوم القانون وحصل على درجة الدكتوراه في الفلسفة عام 1912. هرب من الخدمة العسكرية بسبب نشاطه كداعية إلى السلام، وهاجر في بداية الحرب العالمية الأولى 1914 إلى سويسرا، حيث أقام في زيورخ ولوزان وأسكونا.
وبعد نهاية الحرب انتقل إيفان إلى العاصمة الفرنسية باريس. وهناك تزوج بالصحفية كلير إيشمان Claire Aischmann. وتعرف عند بعض الأصدقاء على الشاعرة باولا لودفيج التي كانت تصغره بتسع سنوات. هرب مع زوجته في بداية الحرب العالمية الثانية 1939 إلى المنفى في نيويورك، وعاد بعد سقوط النازية إلى فرنسا مرة أخرى في عام 1947. وهناك مات في Neuilly-sur-Seine وهي ضاحية من باريس، عن عمر يناهز الثامنة والخمسين عاما.
حمل جول عدة هويات، وقد شرح انتمائه القومي بهذه الكلمات : «أنا يهودي بالقدر، مولود في فرنسا بالمصادفة، وألماني بختم على ورقة».

## إنتاجه الأدبي
ينتمي إيفان جول شعريا إلى الحركة التعبيرية. ويعتبر بجانب ذلك ابتداء من عام 1919 أحد رواد الحركة السريالية الفرنسية. نشر في عام 1920 في أنتولوجيا غسق البشرية Menschheitsdämmerung بعض من عمله الأدبي الشعري المعنون قناة بنما Panamakanal. وألف مسرحية هزلية بعنوان ميتوزالم أو المواطن الخالد Methusalem oder Der ewige Bürger والتي عرضت على المسرح للمرة الأولى في عام 1924 في برلين. وقد استخدم جول في المسرحية عناصر بارزة من المسرح التجريدي.
ومن أهم أهم أعماله مجموعته الشعرية يوهان الشريد Johann Ohneland (وعنوانها الأصلي Jean sans terre) التي نشرت في عام 1957. وتتميز بملامح من السيرة الذاتية للمؤلف، فقد استخدم المؤلف فقدان المكان للإنسان المعاصر كموضوع. ورغم أهميته للحركة التعبيرية والسريالية وكتابته في ثلاث لغات هي الألمانية والفرنسية والإنجليزية، فقد ظلت أعمال إيفان جول مجهولة في ألمانيا.

## من أعماله
- أغاني شعبية من لوترينجية 1912
- قناة بنما 1914
- قداس جنائزي. من أجل الذين سقطوا في أوروبا 1917
- ميتوزالم أو المواطن الخالد 1922
- ميلوزينه (مسرحية 1956)
- قصائد حب 1925 (بالاشتراك مع كلير إيشمان)
- قصائد عن الحياة وعن الموت 1927 (مع كلير إيشمان)
- سادوم وبرلين 1930
- فاكهة من زحل 1946

## روابط خارجية
- إيفان جول على موقع IMDb (الإنجليزية)
- إيفان جول على موقع ديسكوغز (الإنجليزية)